# Cortinarius rubicundulus
Cortinarius rubicundulus (Carleton Rea, 1893 ex Arthur Anselm Pearson, 1946) din încrengătura Basidiomycota, în familia Cortinariaceae și de genul Cortinarius, este o specie de ciuperci otrăvitoare rară, care coabitează, fiind un simbiont micoriza (formează micorize pe rădăcinile arborilor). O denumire populară nu este cunoscută. În România, Basarabia și Bucovina de Nord trăiește solitar sau în grupuri, preferat pe sol calcaros, preponderent în păduri de foioase sub fagi, dar de asemenea, în cele mixte împreună cu molizi. Timpul apariției este din septembrie până în noiembrie. 

## Taxonomie

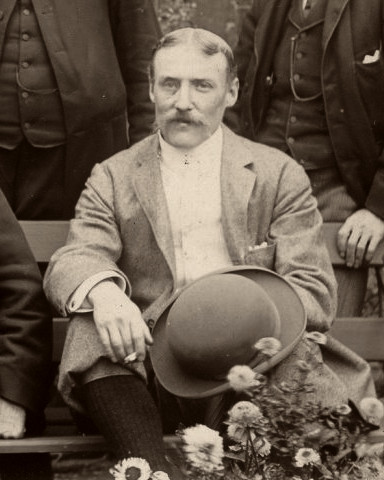
Carleton Rea

Numele binomial Agaricus rubicundulus a fost determinat de botanistul și micologul englez Carleton Rea (1861-1946) în volumul 2 al jurnalului științific Grevillea din 1893.  Apoi, în 1946, compatriotul său, micologul Arthur Anselm Pearson (1874-1954), a transferat specia la genul Cortinarius sub păstrarea epitetului, de verificat în volumul 43 al jurnalul micologic Transactions of the British Mycological Society, fiind numele curent valabil (2021).
Conform renumiților micologi Luis Miguel García Bona și Meinhard Michael Moser, precum de citit în Fichas micológicas și altele, Cortinarius bulliardi (Pers. : Wünsche) Fr. (1838) și Cortinarius pseudobolaris Maire (1923) sunt sinonime ale lui Cortinarius rubicundulus.
În 2022, micologii finlandezi Tuula Niskanen, Kare Liimatainen au propagat mutarea speciei la genul Cystinarius, creat de ei, sub termenul Cystarius rubicundulus, bazând pe descrierea lui Rea. Alți taxoni acceptați nu sunt cunoscuți.
Epitetul specific este derivat din cuvântul latin (latină rubicundulus= ceva/slab roșiatic, datorită aspectului pălăriei.

## Descriere

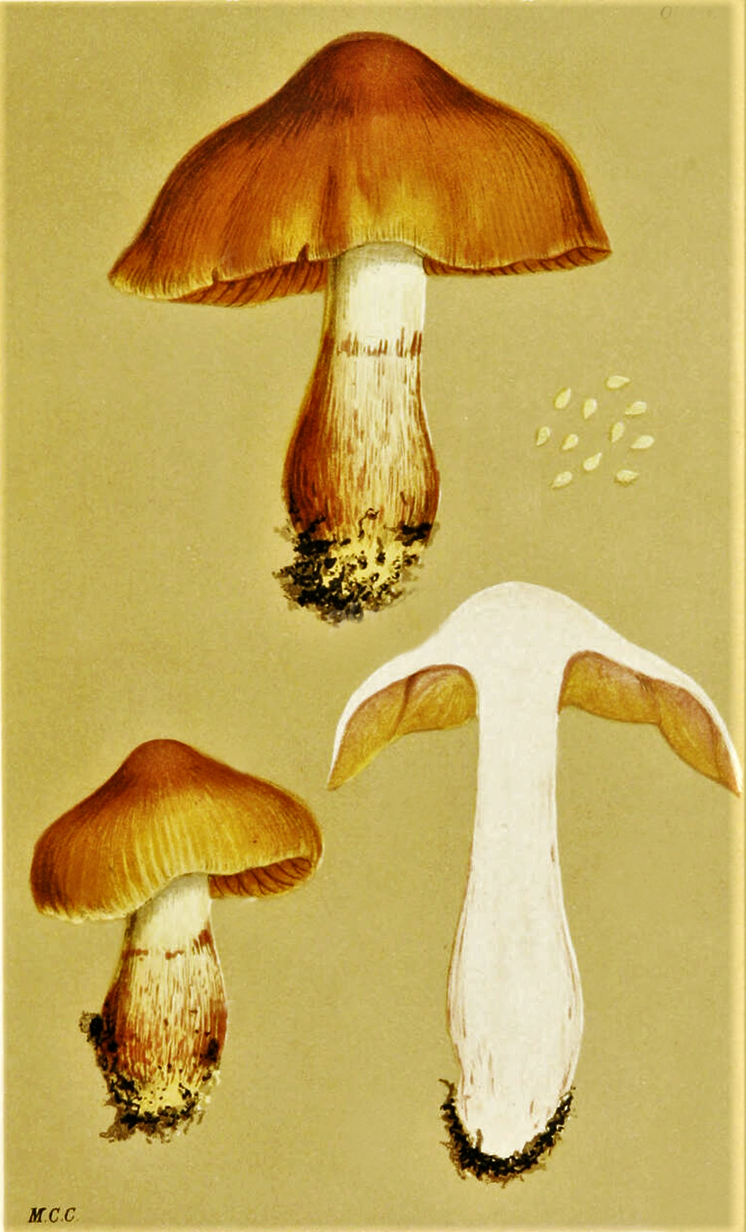
Cooke: Cortinarius bulliardi

- Pălăria: cărnoasă, fibroasă și nehigrofană cu un diametru de 5-10 (12) cm este la început emisferică cu marginea nestriată, răsucită spre interior, mai târziu conică până convexă, apoi neregulat aplatizată și ondulată cu marginea răsucită în sus și cu o cocoașă sau fără, căpătând uneori la bătrânețe forma de pâlnie. Cuticula este uscată, mată și aspră, în vârstă nu rar cu crăpături mici care formează solzișori fini de culoare mai închisă. Coloritul este în general ocru-gălbui pe fundal, acoperit cu fibre roșiatice. Dar există și exemplare brun-portocalii sau brun-roșiatice.
- Lamelele: sunt destul de subțiri și aglomerate, intercalate cu lameluțe de lungime diferită, fiind atașate bombat precum ocazional puțin decurente la picior. Coloritul inițial ocru-gălbui se decolorează cu timpul în roz-gălbui până deschis brun-roșiatic, pentru a deveni la bătrânețe brun de scorțișoară. În tinerețe sunt acoperite de o cortină deasă galbenă, formată din fibre foarte fine ca de păienjeniș, rest al vălului parțial. Muchiile de culoare mereu ceva mai deschisă sunt în tinerețe netede, dar în vârstă dințate.
- Piciorul: cu o lungime de 5-8 (10) cm și o grosime de 1-1,5 (2,5) cm este solid, fibros, mai mult sau mai puțin cilindric, spre mijloc adesea ceva umflat, spre bază îngustat conic și nu rar îndoit, fiind mai întâi plin, la bătrânețe gol pe dinăuntru. Coloritul bureților alb până la alb-gălbui când sunt tineri schimbă cu avansarea în vârstă la galben cu fibre longitudinale brune, baza fiind roșiatică până roșu-portocalie. Acolo unde coaja este rănită, devine roșiatică. Nu poartă un inel.
- Carnea: cărnoasă și fibroasă, albicioasă în pălărie și mai degrabă alb-gălbuie în picior, îngălbenește puternic după tăiere, înroșind mai târziu. Mirosul este slab de ridiche sau iarbă, iar gustul amar.[4][1]

| Nu încercați-o niciodată, deoarece ingredientele sunt foarte dăunătoare! |

- Caracteristici microscopice: are spori brun-gălbui, în formă de migdale până la elipsoidali, fin verucoși pe exterior, măsurând 7,3- 10,4 × 3,7-4,9 microni. Pulberea lor este brun de scorțișoară. Basidiile care poartă cleme bazale sunt clavate cu 2-4 sterigme fiecare, având o dimensiune de 30-40 × 7,5-10,5 microni. Celulele marginale de 15-30 × 5-10 microni sunt clavate, asemănătoare basidiolelor (de obicei basidii tinere, fără sterigme, dispuse în stratul himenial printre basidiile mature). Cheilocistide (elemente sterile situate pe muchia lamelor) cilindrice măsoară 20-45 × 4,5-7,5 µm. Există pleurocistide (elemente sterile situate în himenul de pe fețele lamelor) sporadice, destul de neremarcabile, cilindrice sau ușor în formă de măciucă de 30-45 x 5-7 (8) microni. Pileocistidele (elemente sterile de pe suprafața pălăriei), de asemenea cu cleme, sunt compuse din hife periclinale de 5–15 µm grosime puțin iregulare și destins împletite radial, în straturi mai adânci paralele, cu un pigment intracelular galben până brun-portocaliu.[8][12]
- Reacții chimice: carnea se decolorează cu acid sulfuric mai întâi galben, apoi brun, cu Azotat de argint după câteva minute gri-negricios, apoi negru, cu hidroxid de potasiu deschis ocru-maroniu, iar cuticula imediat brun-negricios până la negru, și carnea cu tinctură de Guaiacum încet verde.[8][13]

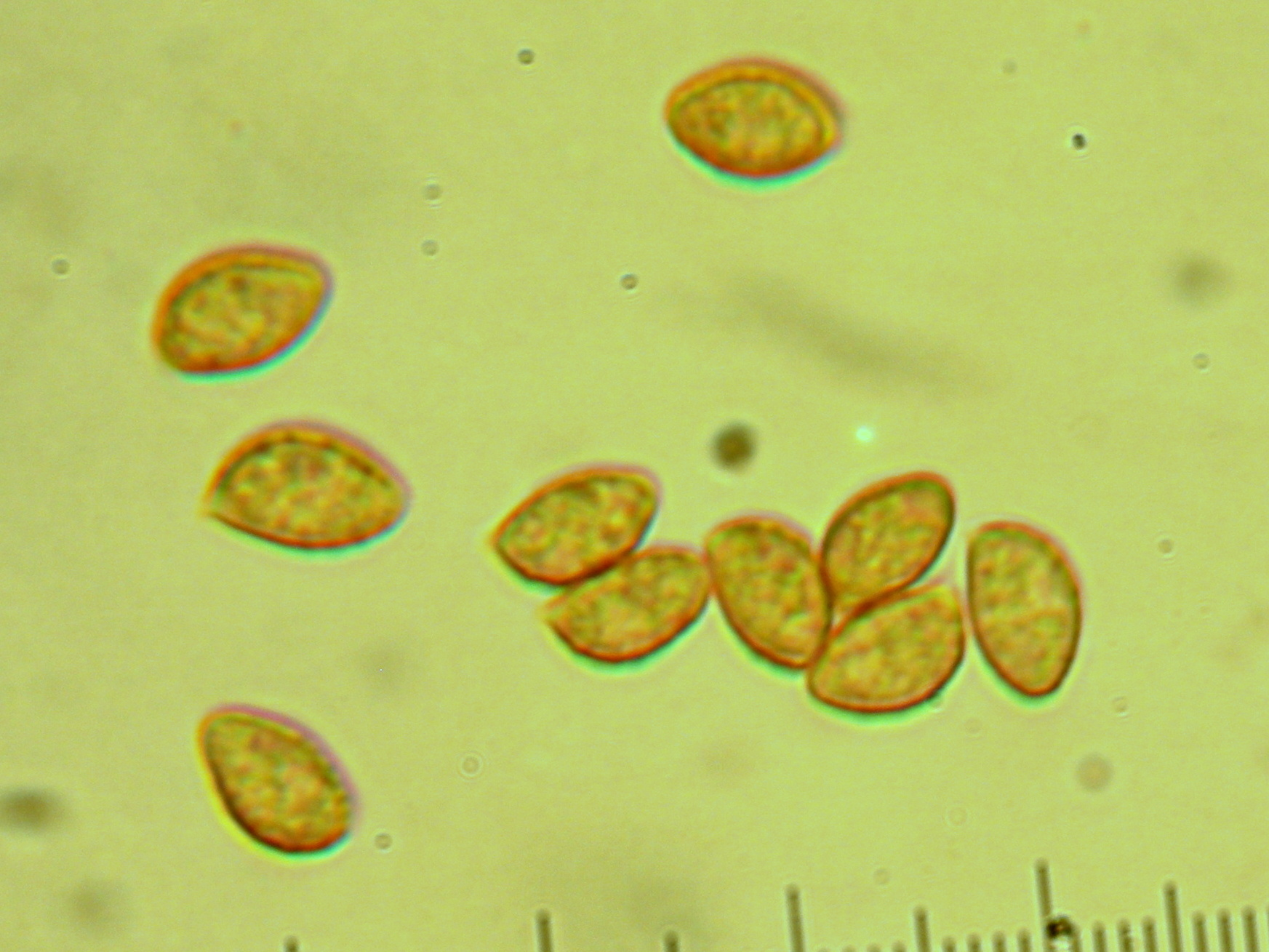
C. rubicundulus, spori
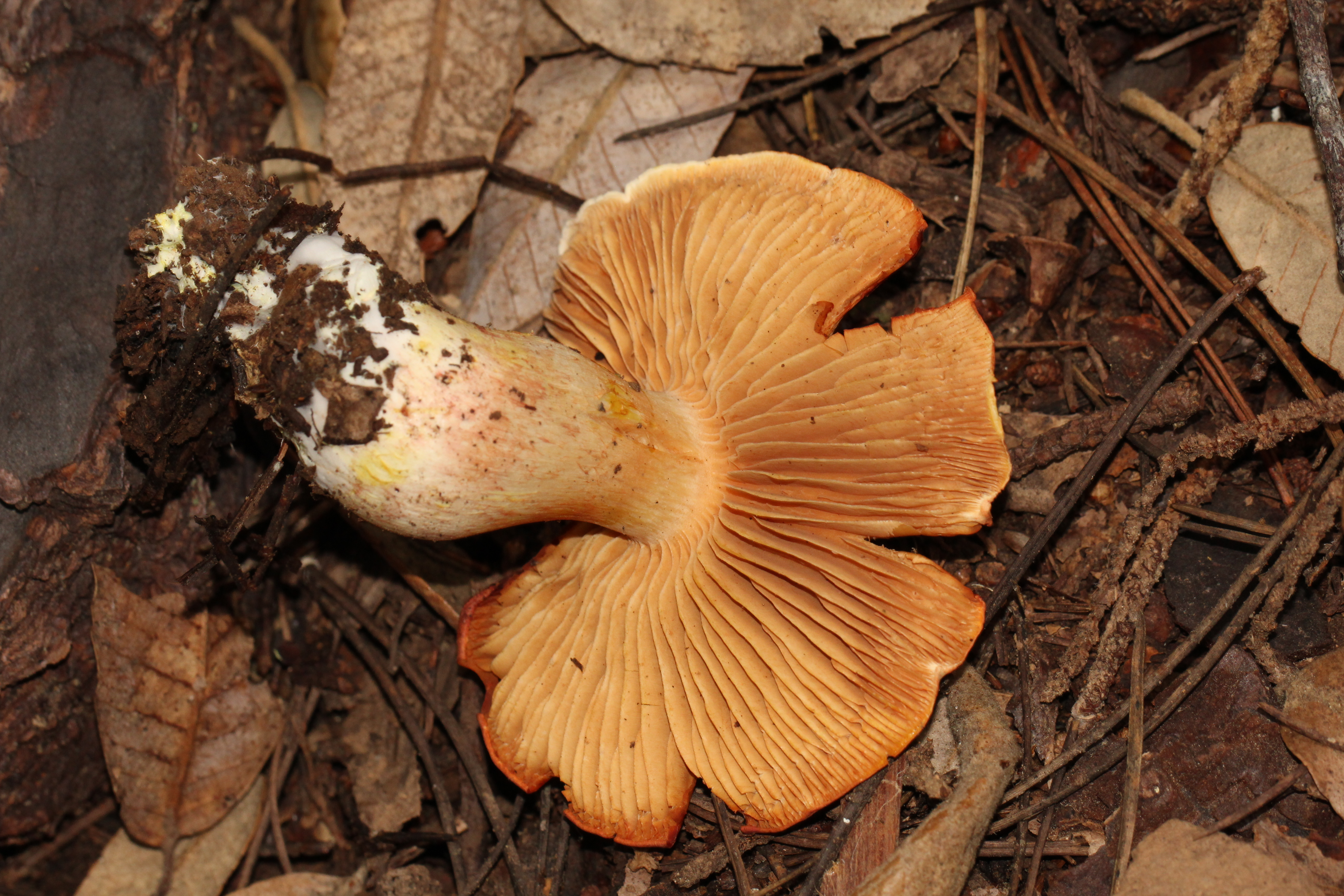
C. rubicundulus, lamele și picior
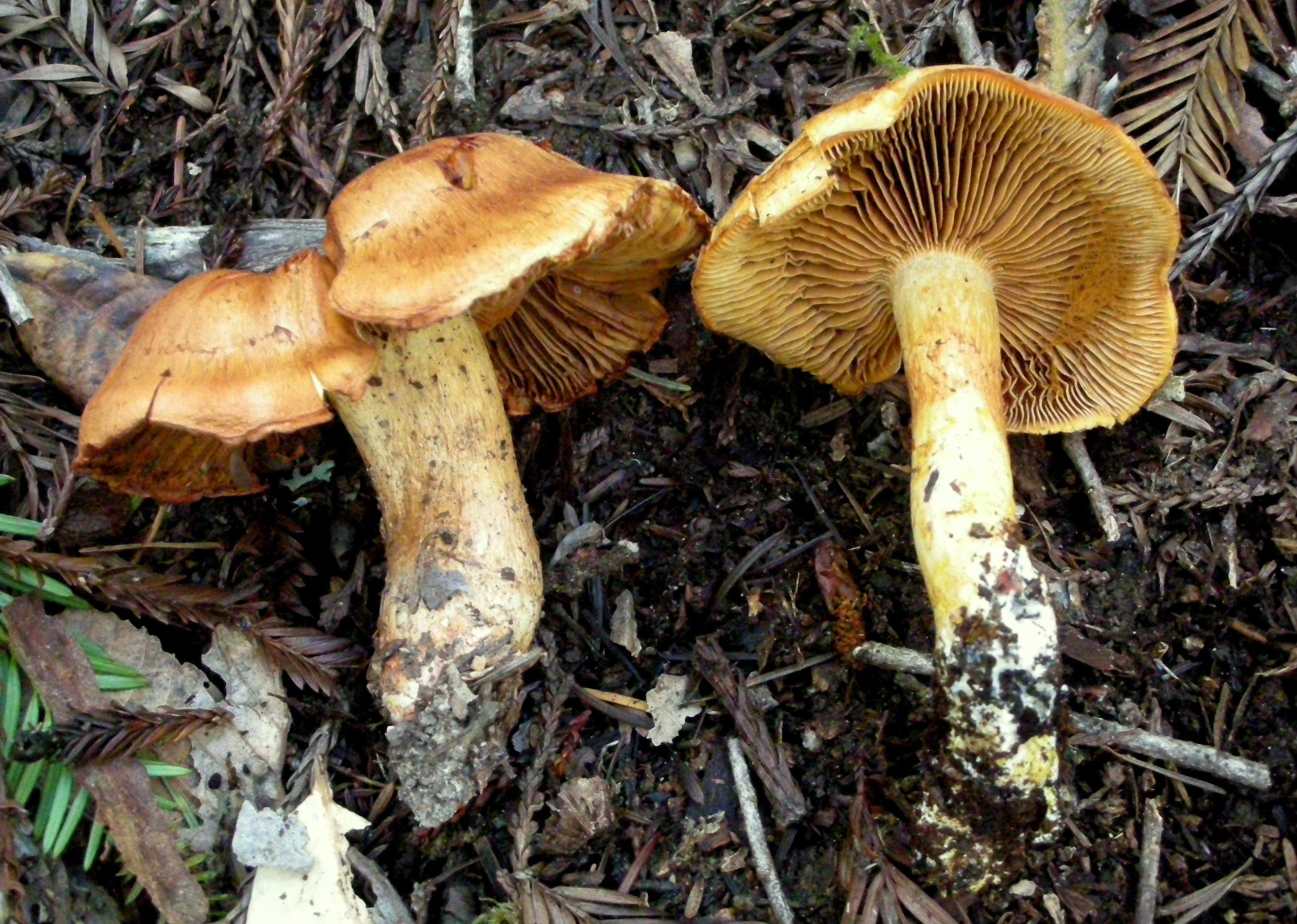
C. rubicundulus maturi
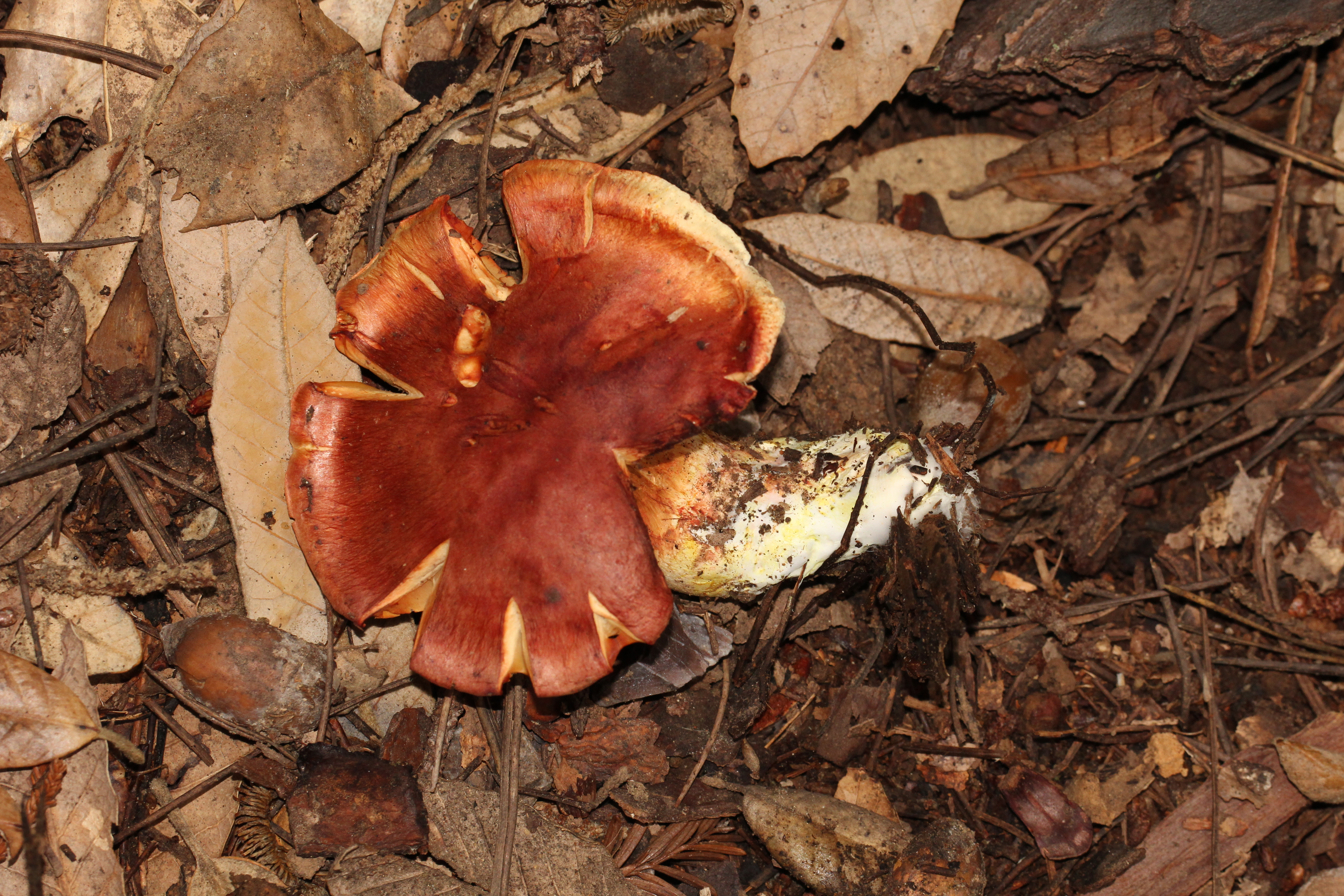
C. rubicundulus bătrân

## Confuzii
Specia poate fi confundată de exemplu cu: Cortinarius allutus (comestibil), Cortinarius armillatus (comestibil), Cortinarius bolaris (otrăvitor) Cortinarius callisteus (otrăvitor), Cortinarius corrugatus (suspect), Cortinarius cotoneus (otrăvitor), Cortinarius fluminoides (comestibil), Cortinarius infractus (necomestibil, extrem de amar), Cortinarius laniger (necomestibil), Cortinarius limonius (posibil letal), Cortinarius meinhardii sin. Cortinarius vitellinus (letal), Cortinarius melanotus (necomestibil), Cortinarius multiformis (comestibil), Cortinarius psittacinus (suspect, Cortinarius orellanus (mortal), Cortinarius psittacinus (otrăvitor) + imagini, Cortinarius rubellus (mortal), Cortinarius renindes (necomestibil), Cortinarius scaurus (necomestibil), Cortinarius splendens (posibil letal),  Cortinarius talus (comestibil), (necomestibil), Cortinarius venetus (necomestibil, mai mic) sau Cortinarius vernus sin. Cortinarius erythrinus (necomestibil).

## Specii asemănătoare în imagini

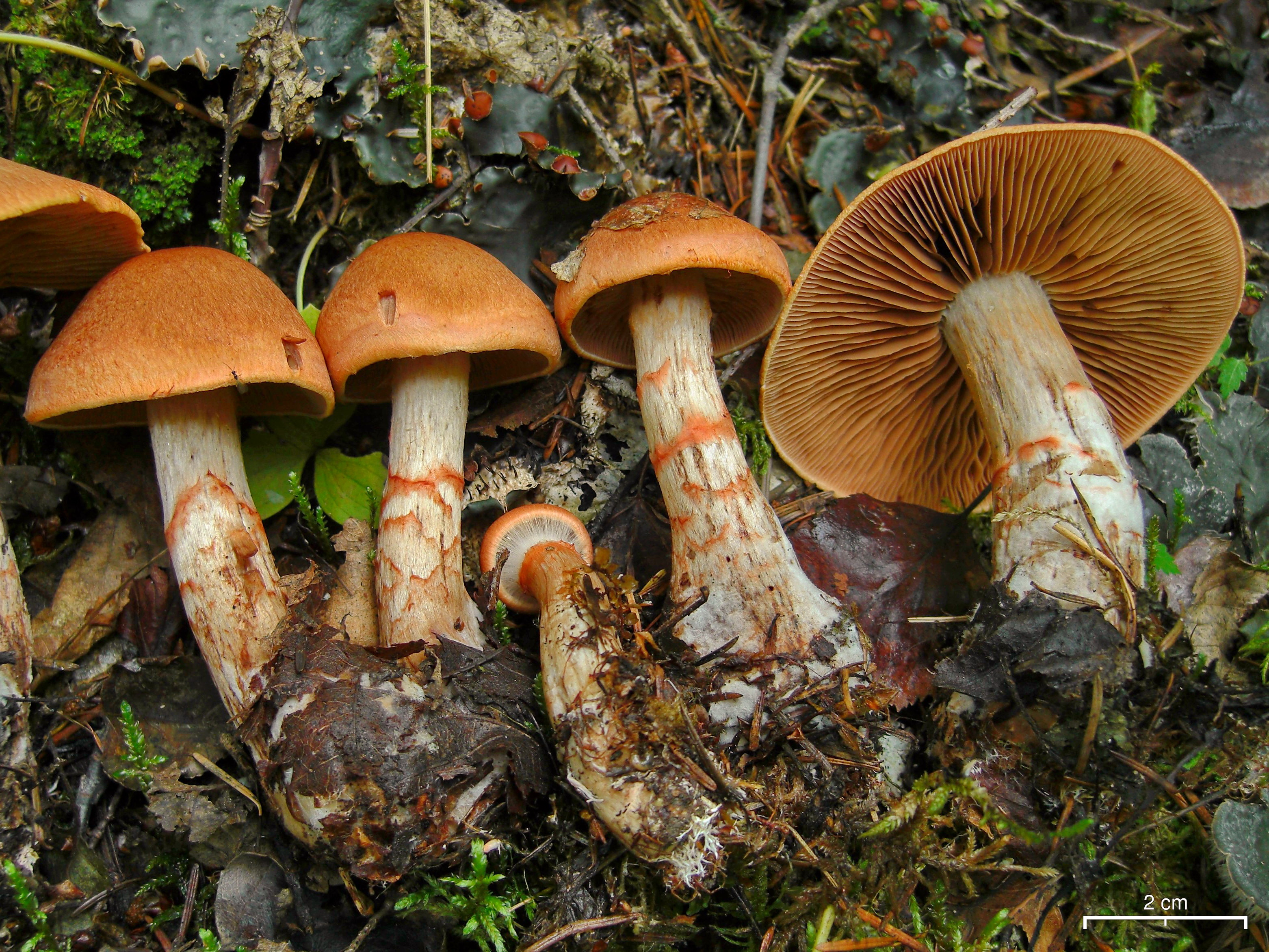
Cortinarius armillatus
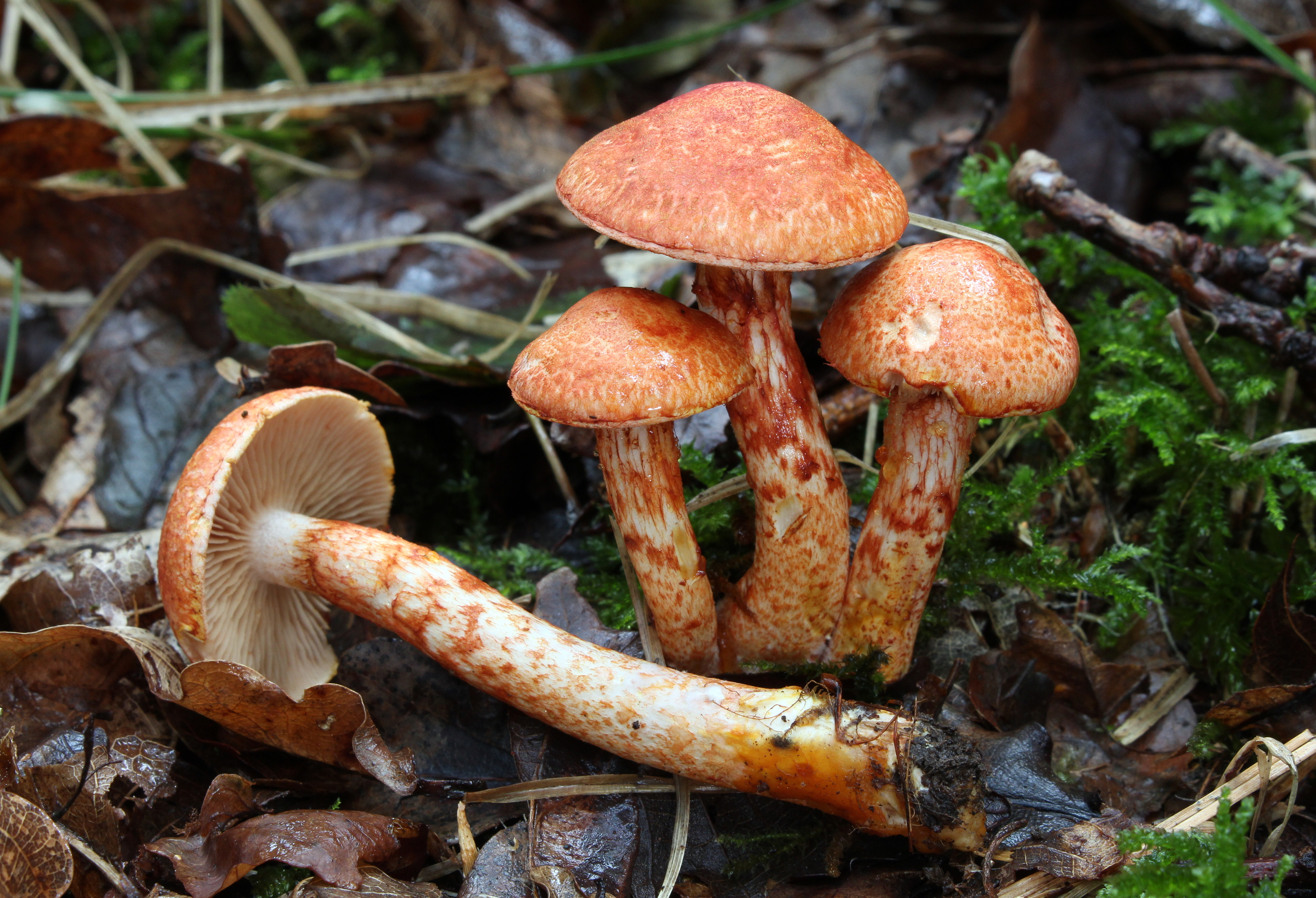
!!Cortinarius callisteus!!
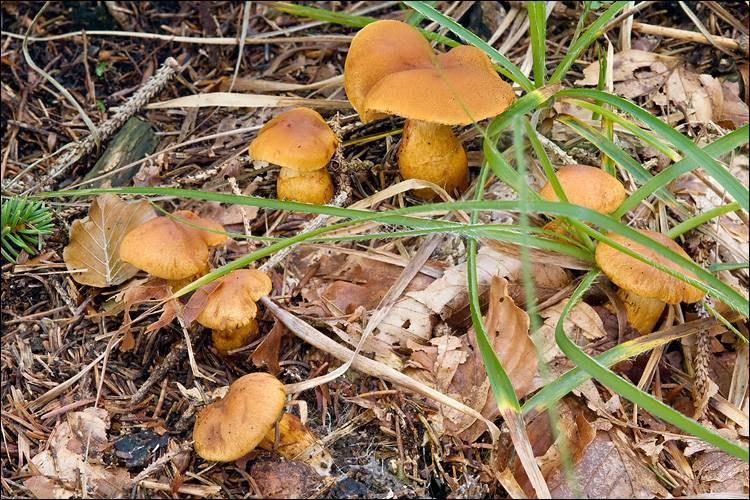
!!Cortinarius corrugatus!!
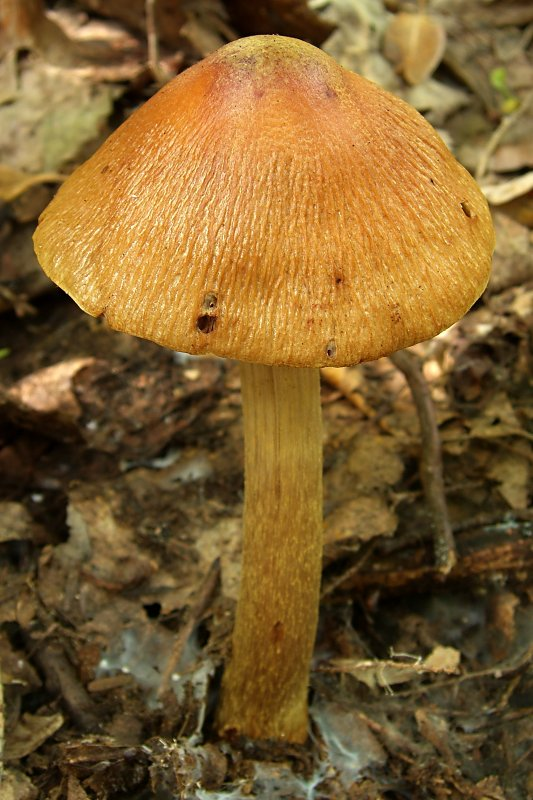
!!Cortinarius cotoneus!!
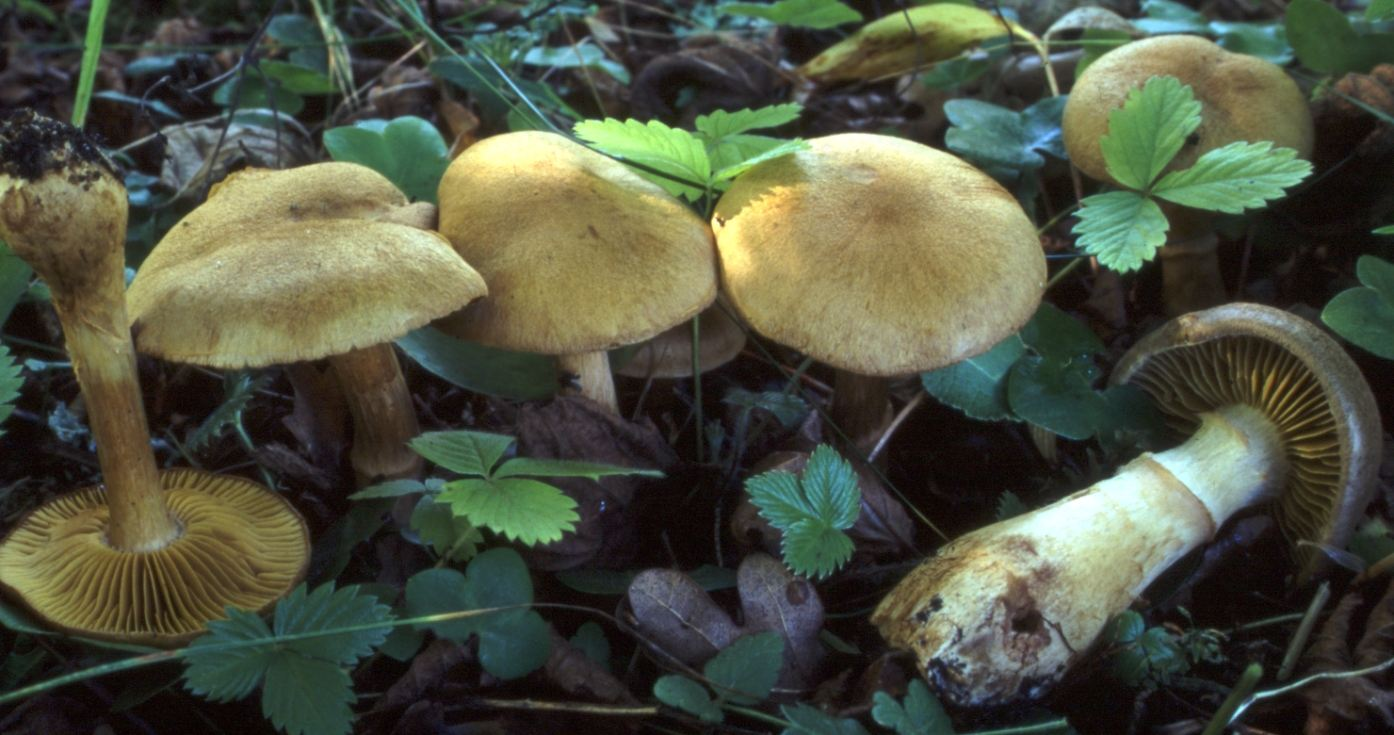
!Cortinarius infractus!
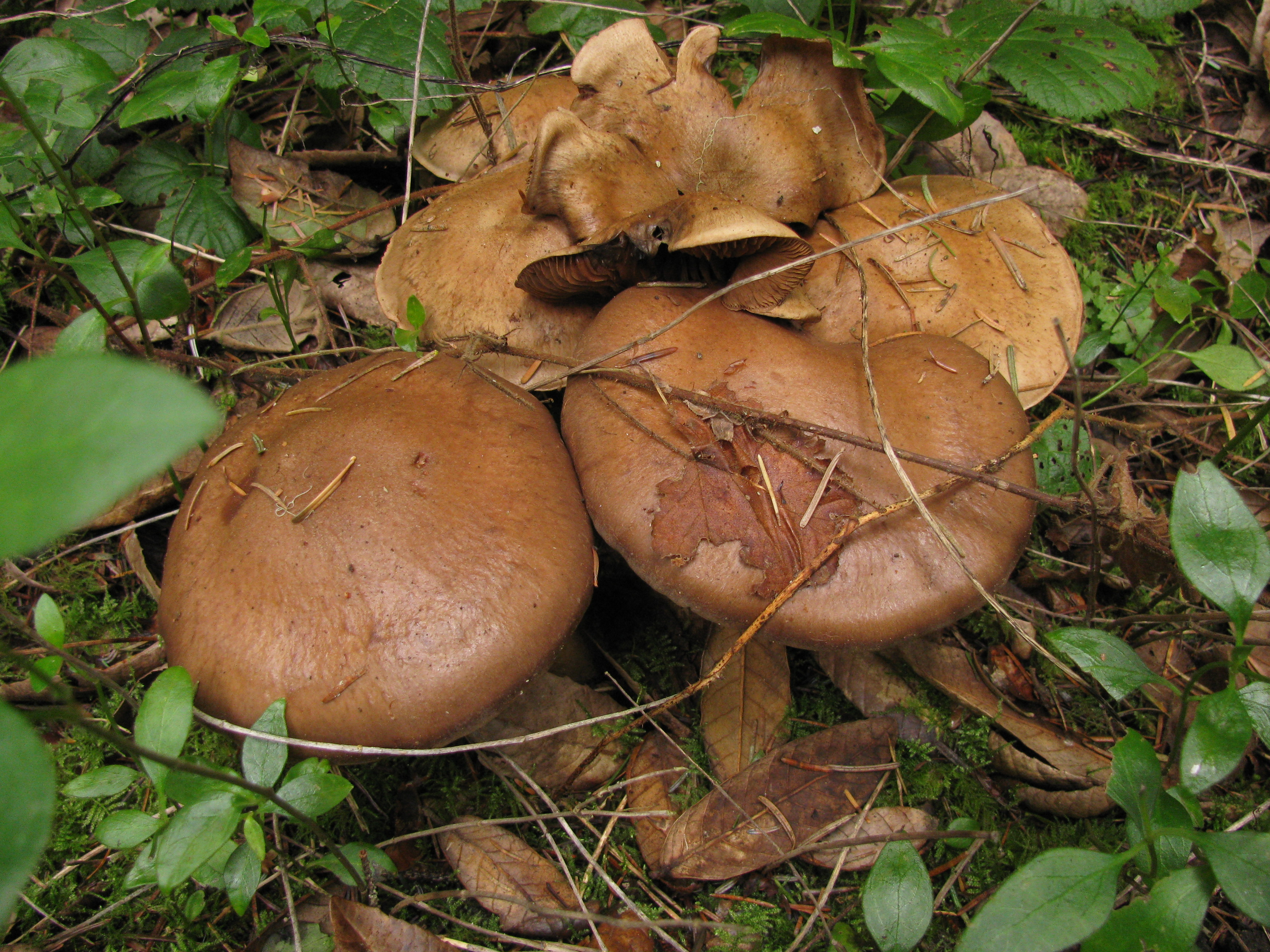
!Cortinarius laniger!
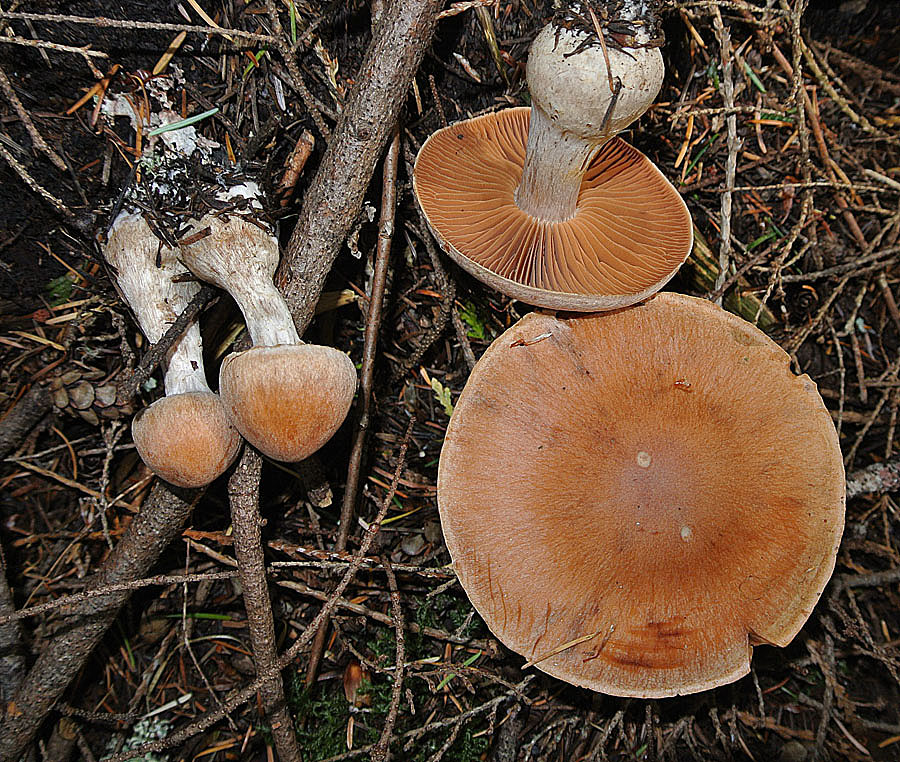
!!!Cortinarius meinhardii!!!
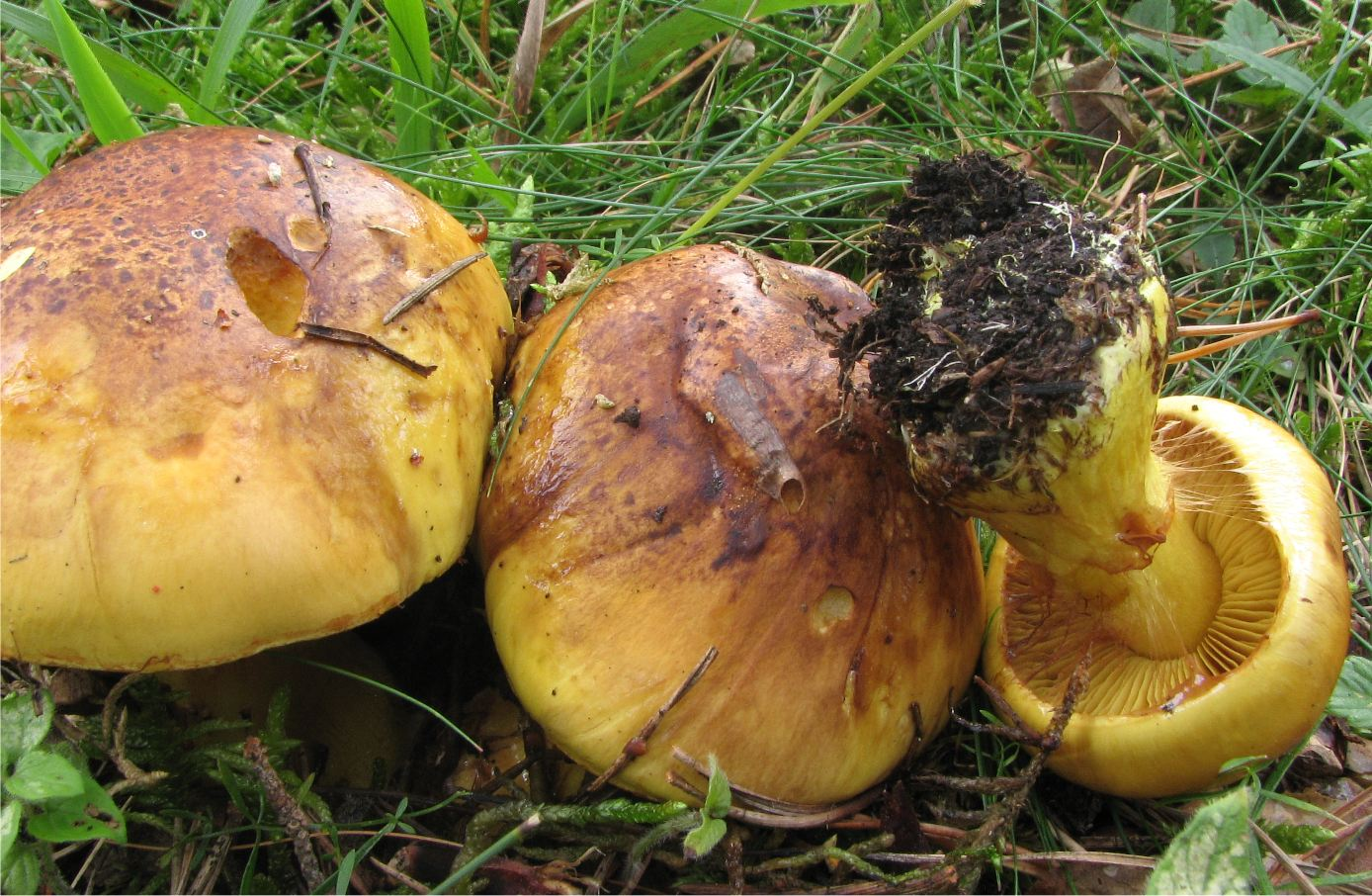
Cortinarius melanotus
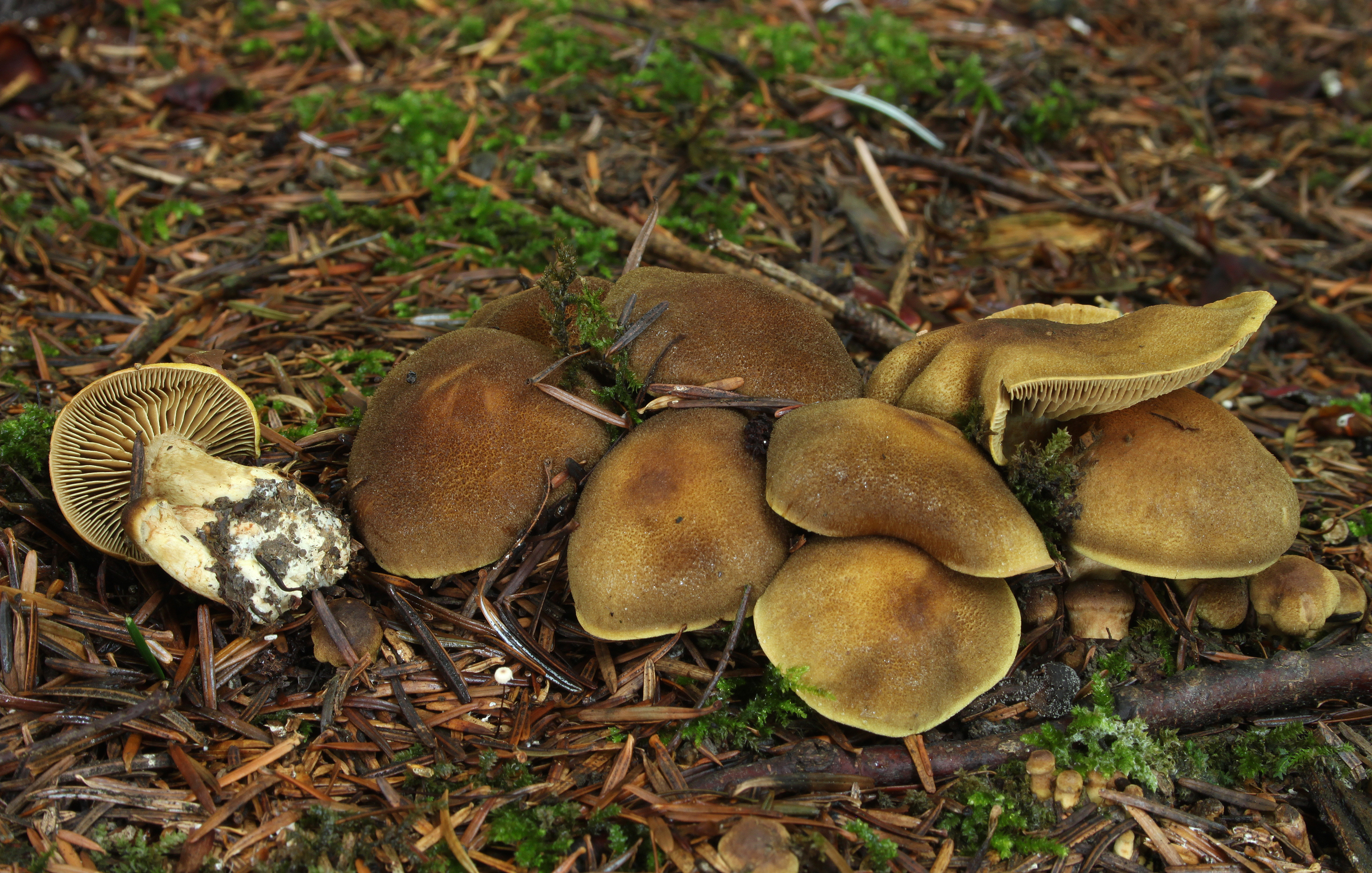
Cortinarius multiformis
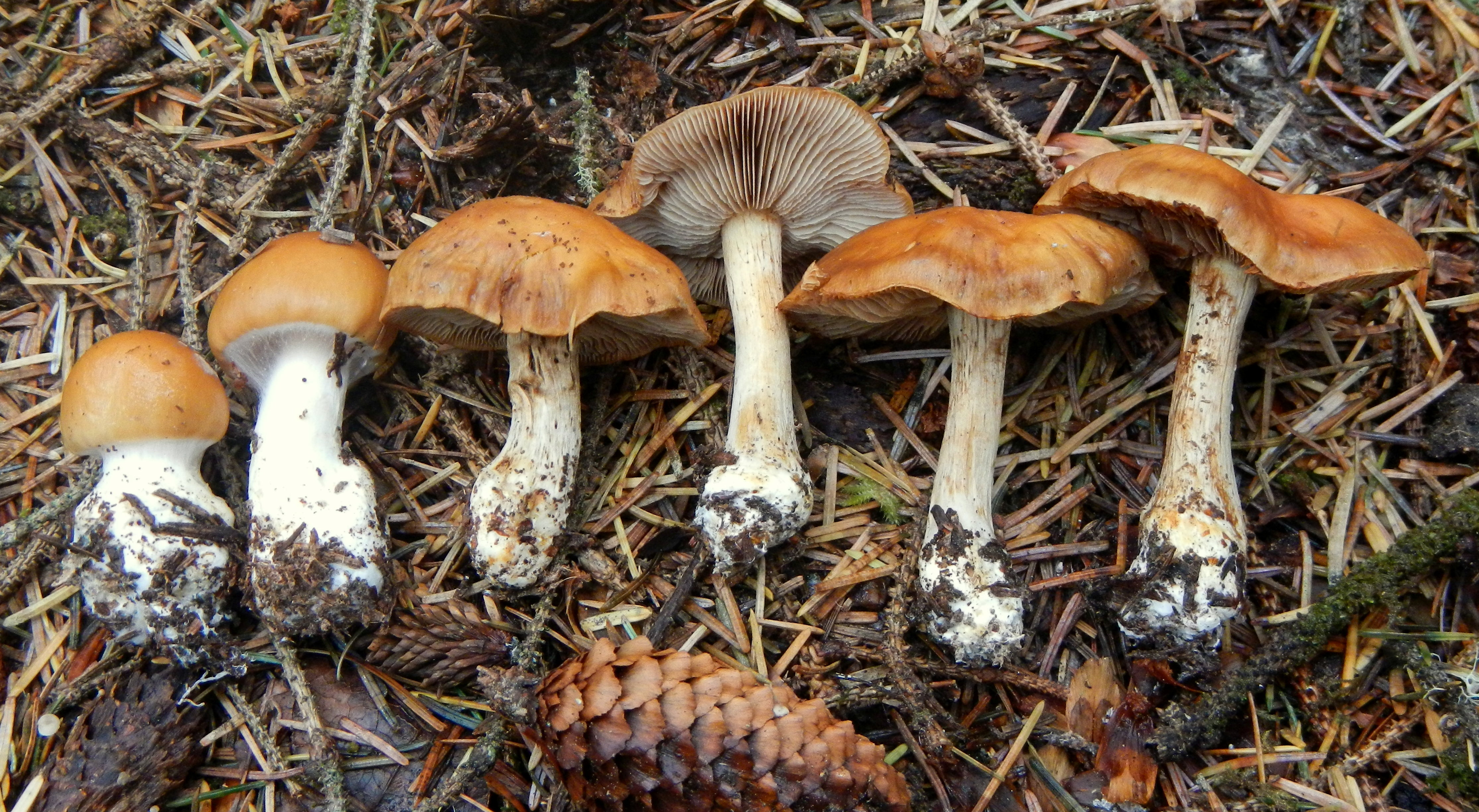
Cortinarius multiformis

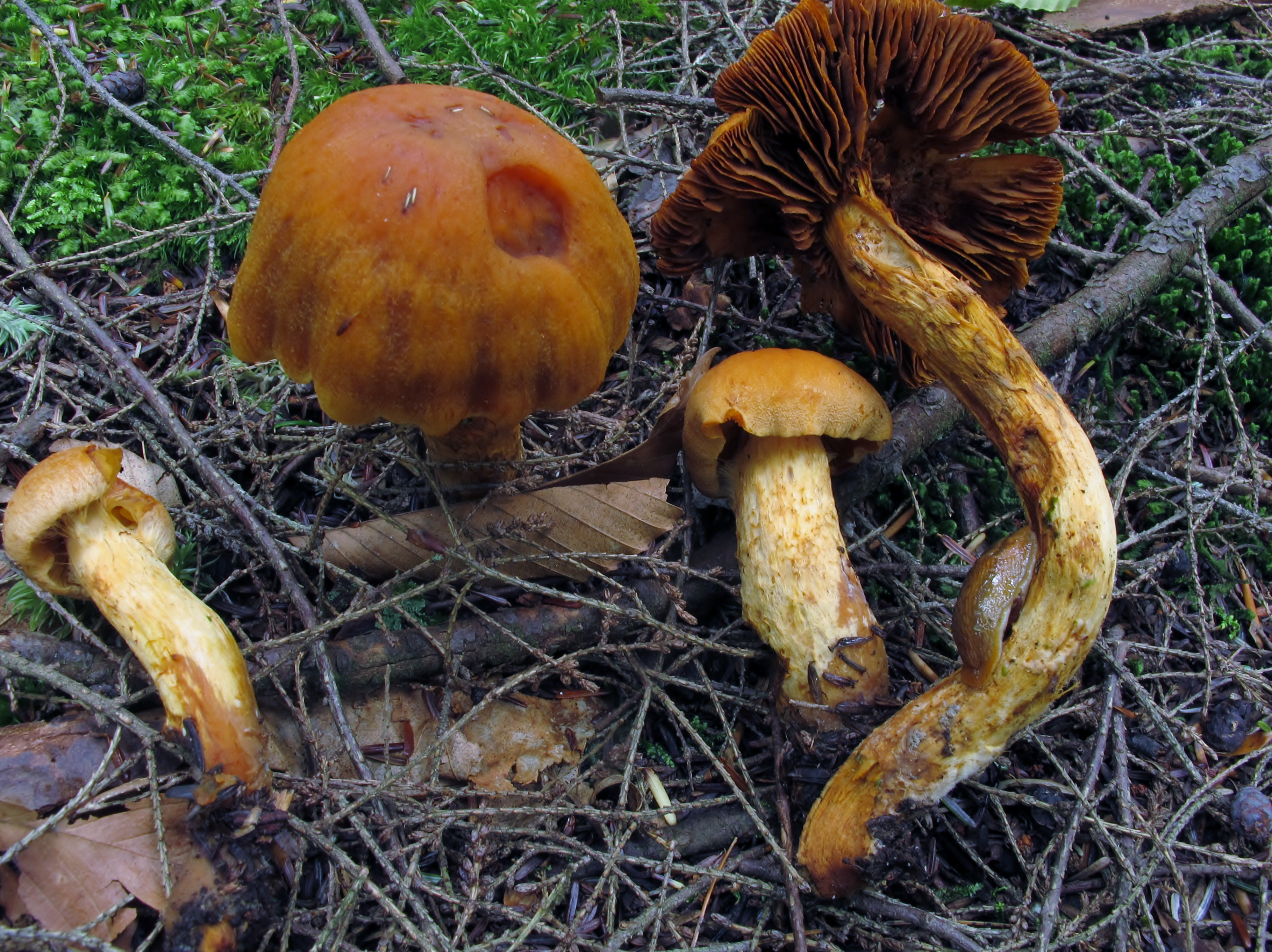
!!!Cortinarius limonius!!!
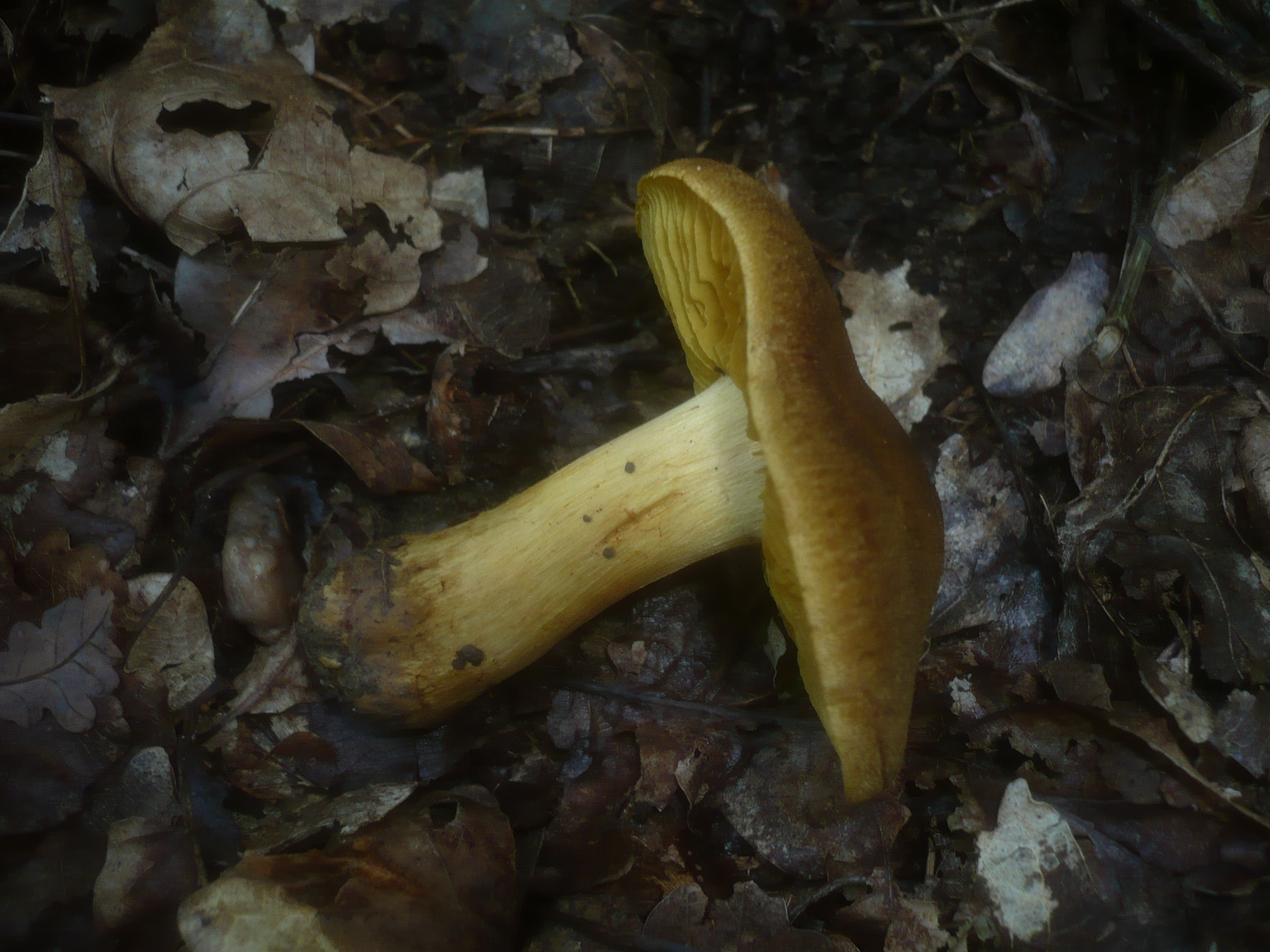
!!Cortinarius psittacinus!!
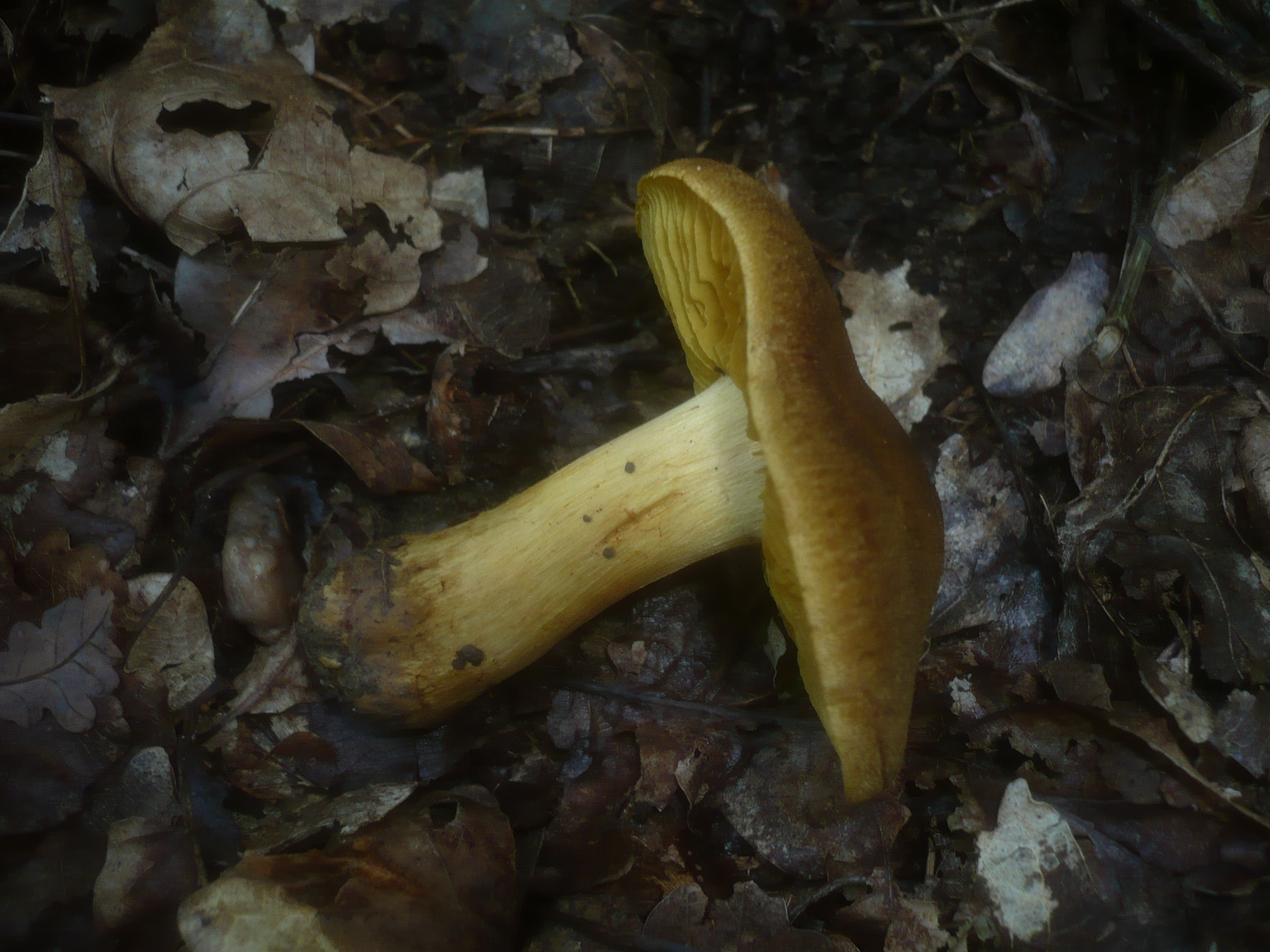
!!Cortinarius psittacinus!!
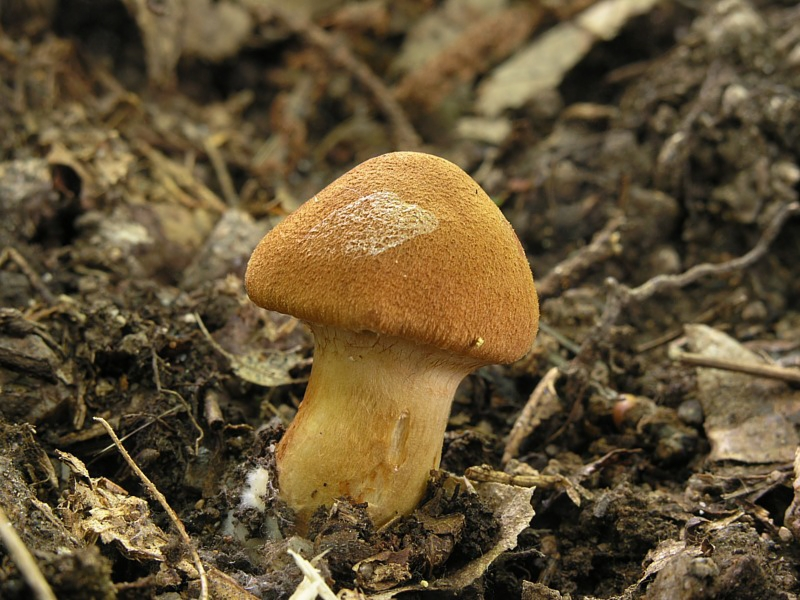
!!!Cortinarius orellanus!!!
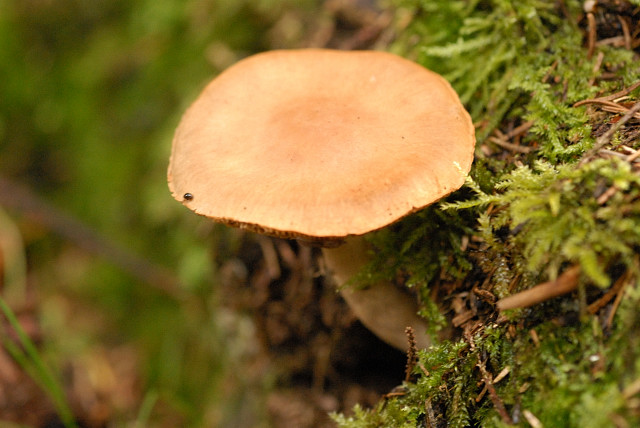
!Cortinarius renidens!

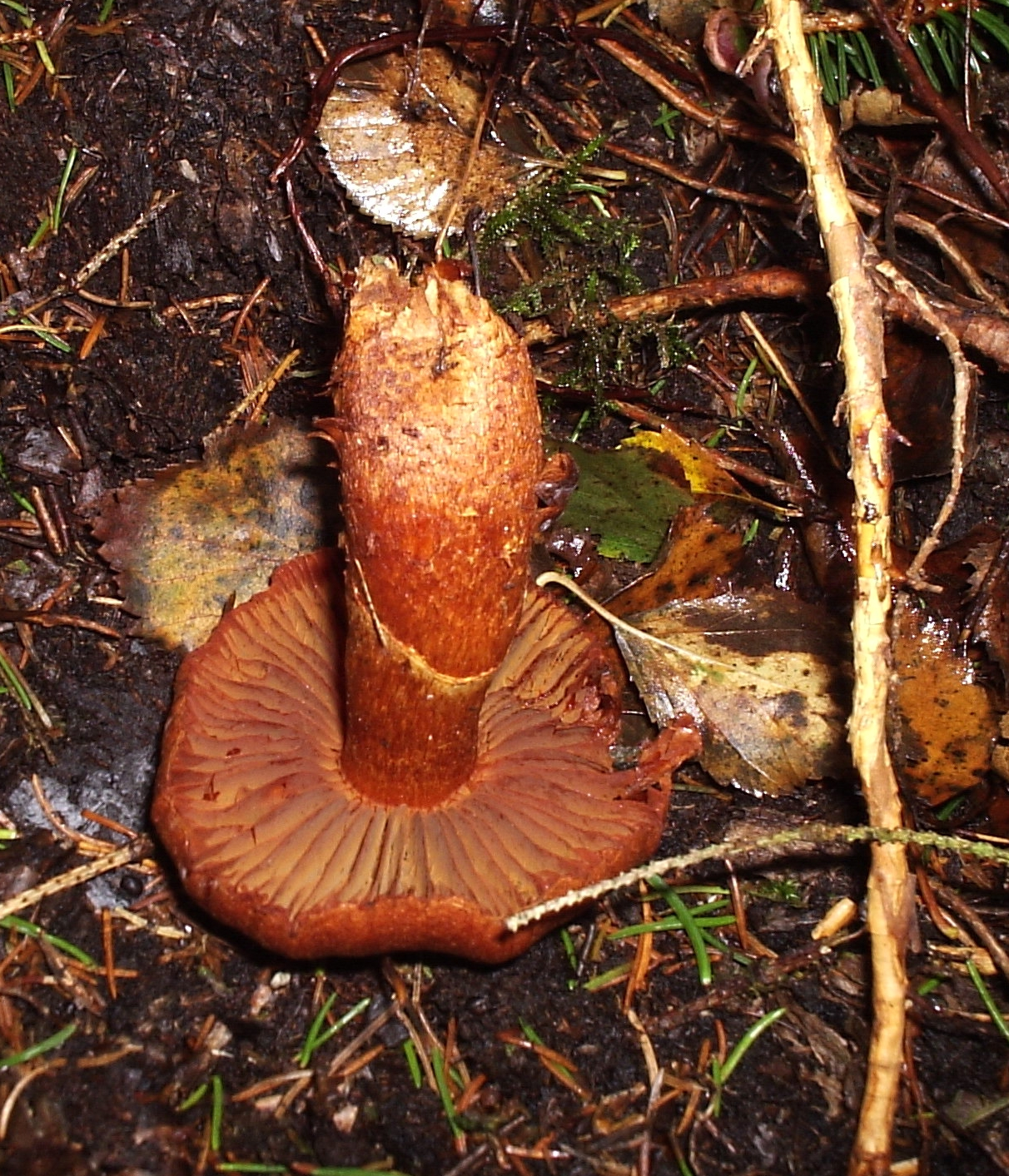
!!!Cortinarius rubellus!!!
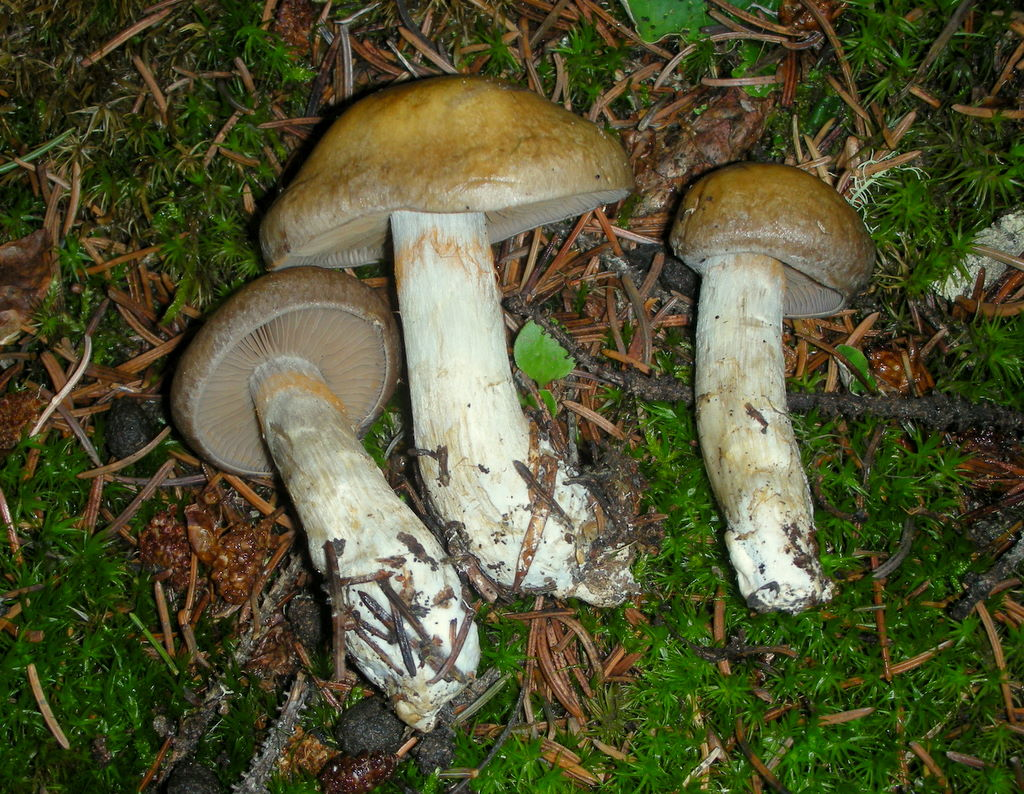
!Cortinarius scaurus!
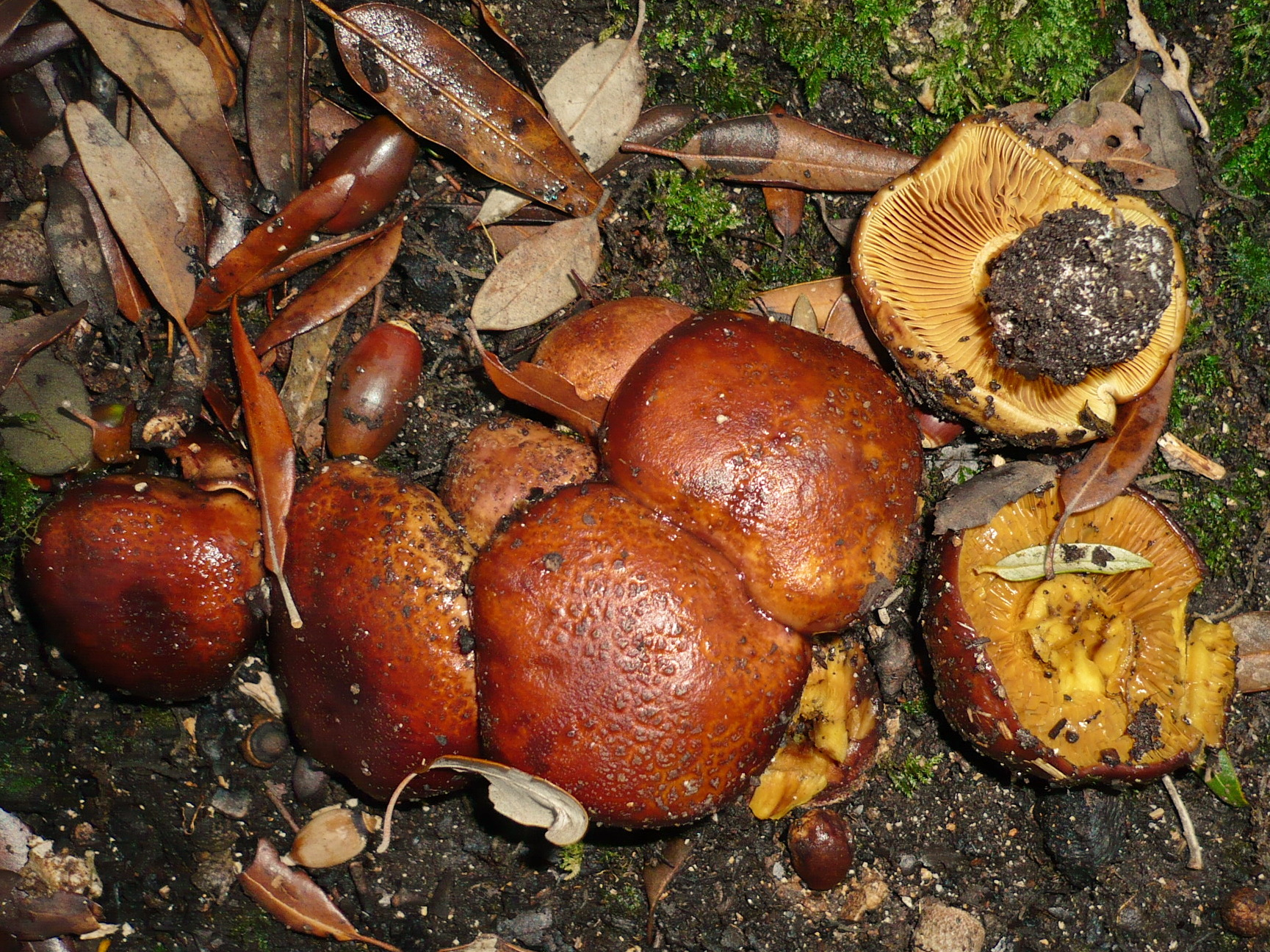
!!!Cortinarius splendens!!!
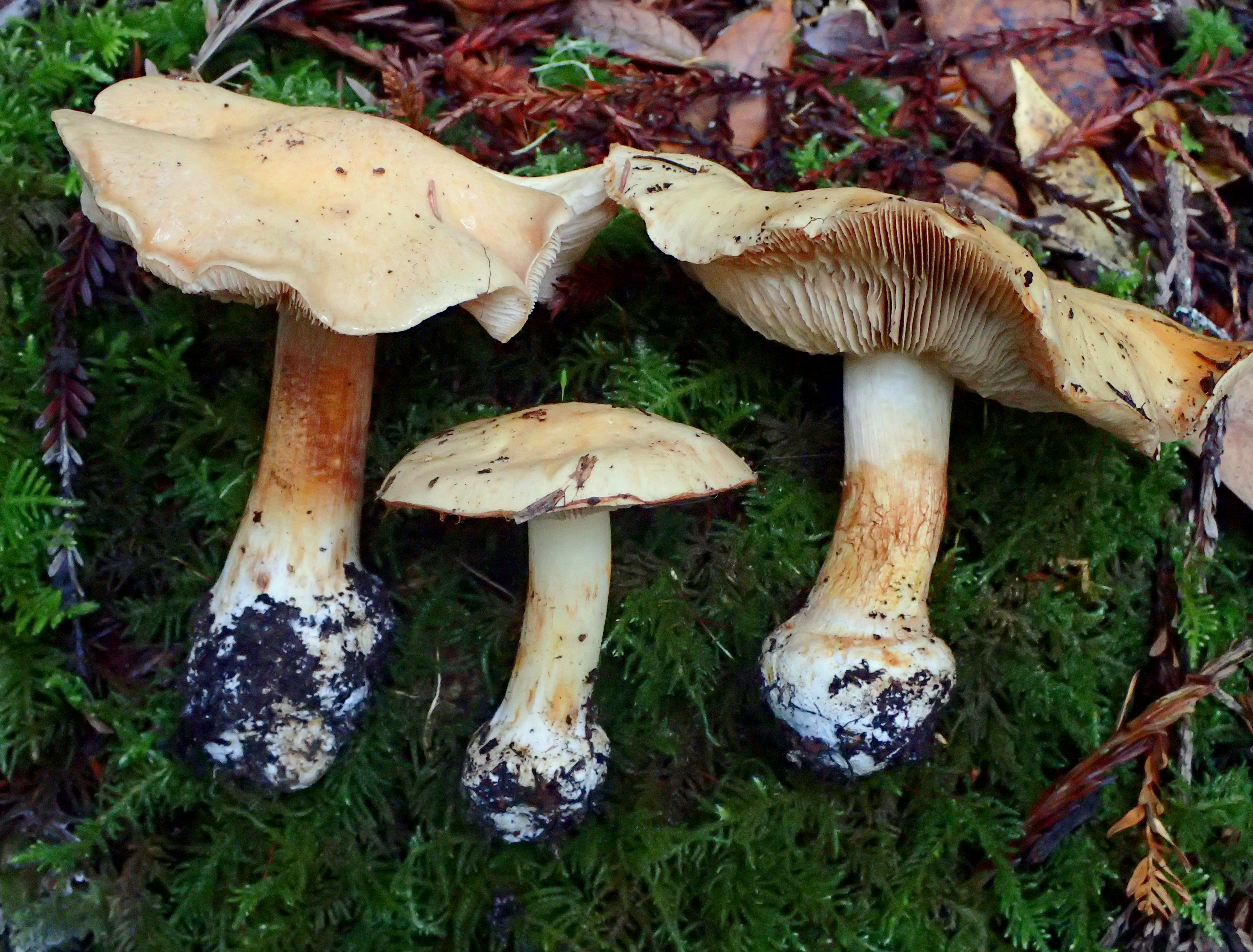
Cortinarius talus
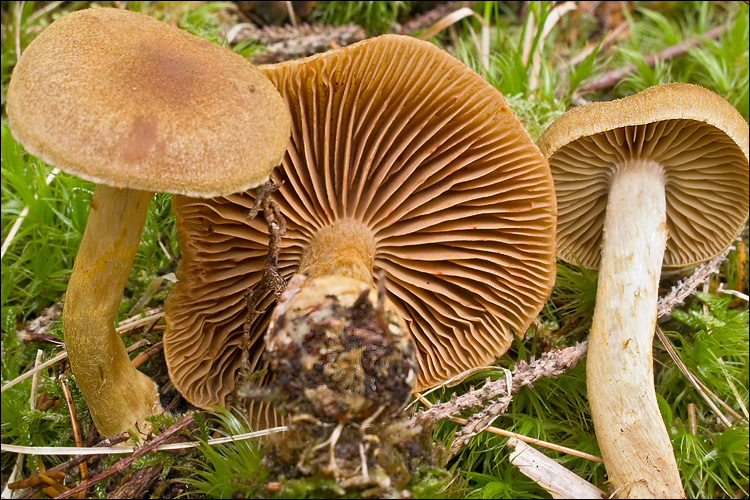
!!Cortinarius venetus var. montanus!!
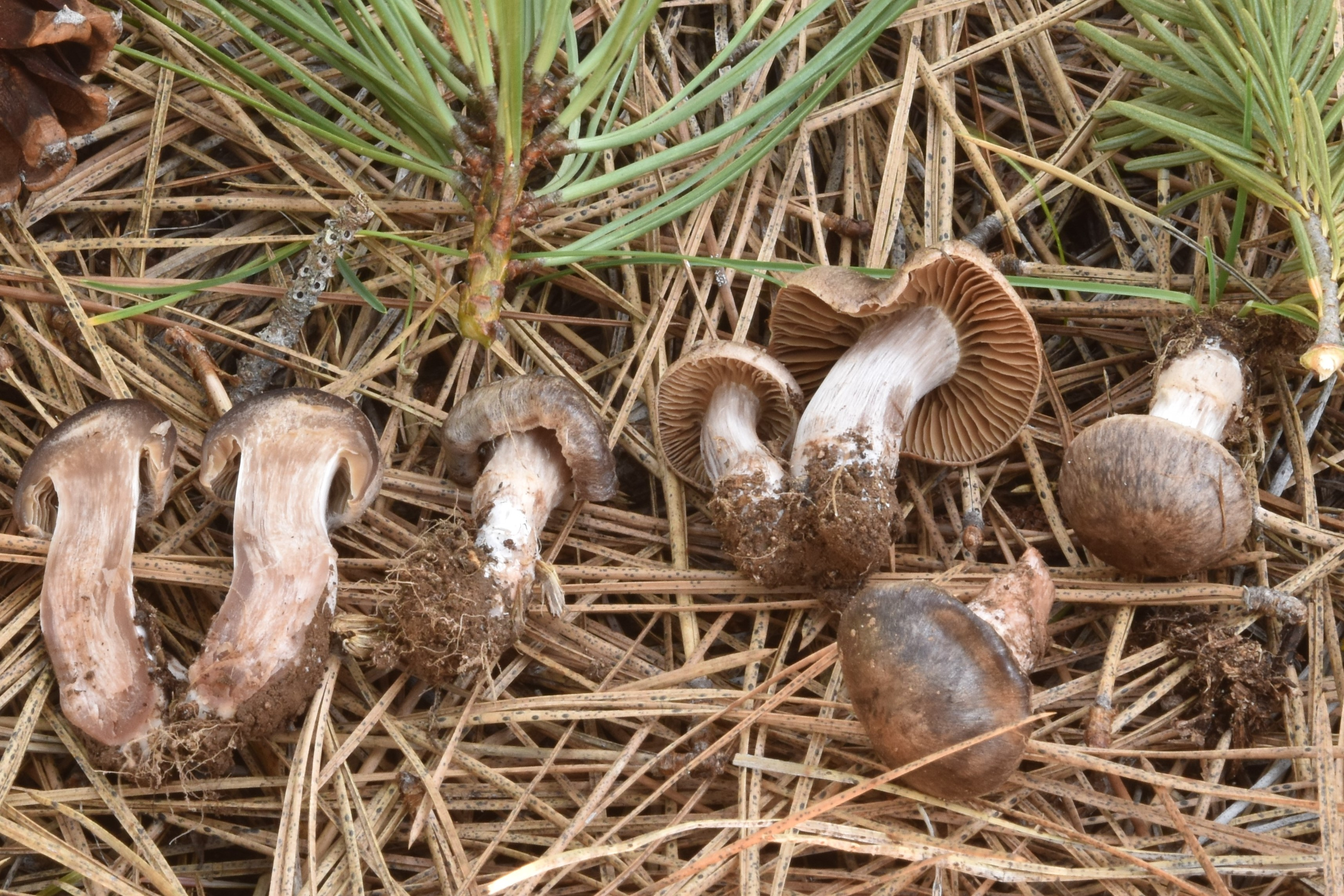
!Cortinarius vernus sin. Cortinarius erythrinus!

## Valorificare
Cortinarius rubicundulus este foarte toxic, suspectat să conțină orelanină sau substanțe cu efect similar. Din cauza rarității, informații mai precise despre toxine sau otrăviri sunt cu greu cunoscute. Pe alocuri, nici orelanine nu au fost detectate. Această specie este probabil similară cea ce privește efectele dăunătoare cu Cortinarius bolaris.